# Litofania

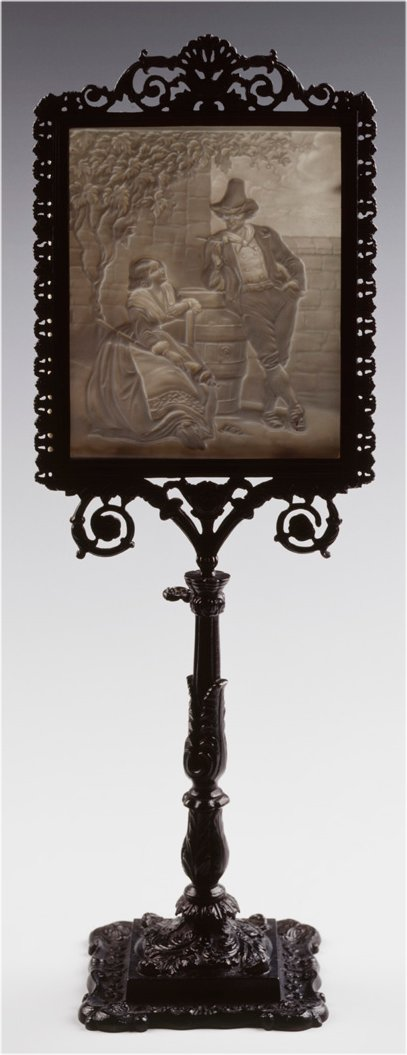
Litofanìa inclusa in una struttura di ferro fatta dalla the Royal Prussian Iron Foundries in Germania, 1820. Conservata nel Birmingham Museum of Art.

La litofanìa è un tipo di decorazione su porcellana apprezzabile unicamente quando retroilluminata. A quel punto appare come un'immagine di colore grigio.
Una litofanìa presenta un'immagine tridimensionale, completamente diversa da immagini bidimensionali come incisioni o dagherrotipi. L'immagine cambia in base all'intensità e alla qualità della luce.
Il termine "litofania" deriva dal greco litho, che significa pietra, e phainein che significa "per far apparire". 
Le prime litofanìe sono state prodotte contemporaneamente in Francia, Germania, Prussia e Inghilterra negli anni 20 del XIX secolo. Alcuni storici sostengono che il barone Baron Paul de Bourging (1791-1864) le abbia inventate in Francia, con lo sviluppo del processo "email ombrant" (decorazione di ceramica) nel 1827. Robert Griffith Jones acquistò i diritti e la licenza di Bourging nel 1828 per introdurre la lavorazione in Inghilterra. Altri storici ritengono che il processo sia stavo creato dal prussiano Georg Friedrich Christoph (1781-1848), nel 1828. Altri ancora credono che la tecnica sia stata sviluppata a Berlino e altre zone della Germania, da produttori come Königlichen Porzellan-Manufaktur e Porzellanmanufactur. Per questo, a volte le litofanìe sono chiamate "trasparenze di Berlino".
Sulle litofanie prodotte a Rubles, vicino Melun in Francia, si distingue la dicitura Ad'T'. Si crede sia il marchio del barone A. de Tremblay.
Molti pensano che l'idea originale nacque in Cina, mille anni prima della dinastia Tang. Secondo R. L. Hobson, durante la dinastia Ming i cinesi producevano ciotole "sottili come carta" con decorazioni segrete.
Nei primi anni del XIX secolo molti studiosi trovarono connessioni tra la ceramica europea dei secoli XVIII e XIX e la porcellana cinese. In Francia si usava il termine "bianco di Cina" per riferirsi alla ceramica traslucida cinese.
Le litofanie si producevano in Austria, Belgio, Boemia, Cecoslovacchia, Danimarca, Inghilterra, Francia, Germania, Irlanda, Italia, Norvegia, Portogallo, Russia, Svezia e Galles nel XIX secolo. In seguito anche negli Stati Uniti. I temi più popolari rappresentati erano scene a carattere religioso, ritratti, temi letterari, ecc. Ne furono realizzate alcune per l'inaugurazione della Torre Eiffel nel 1889.

## Litofanie moderne
Attualmente, le litofanie possono essere realizzate con l'uso di macchine CNC e stampanti 3D. Questo ne ha ridotto considerevolmente il costo, permettendo lo sviluppo personalizzato a partire da fotografie.